# Чургеу (Клуж)
Чургеу (рум. Ciurgău) — село у повіті Клуж в Румунії. Входить до складу комуни Чану-Маре.
Село розташоване на відстані 298 км на північний захід від Бухареста, 28 км на південний схід від Клуж-Напоки.

## Населення
За даними перепису населення 2002 року у селі проживали 50 осіб, усі — румуни. Усі жителі села рідною мовою назвали румунську.